# نومبيل
نومبيل هي إحدى محافظات بوركينا فاسو الخمس وأربعون، وتقع في الإقليم الجنوبي الغربي من البلاد. وهي الأقل سكانًا في البلاد.
بين عام 2006 حتى عام 2019 بلغ النمو السكاني 2.7% في المحافظة.

## التركيبة السكانية حسب الجنس
حسب إحصاءات 2019، فإن عدد الذكور كان 49,272 نسمة أي يمثلون 49.8% من إجمالي السكان، وعدد الإناث 49,643 نسمة أي يمثلون 50.2% من إجمالي السكان.

## التقسيم الإداري
تنقسم نومبيه إلى خمس بلديات وهم:
1. باتييه(العاصمة)
2. كبويري
3. ليجموين
4. بوسوقولا
5. ميديبدو[2]

## التركيبة السكانية حسب الفئات العمرية
حسب إحصاءات 2019، فإن عدد السكان الذي يتراوح عمرهم بين 0-14 عامًا كان 46,320 نسمة، وعدد السكان الذي يتراوح عمرهم بين 15-64 عامًا كان 49,896 نسمة وعدد السكان الذي يتخطى عمرهم سن 65 كان 2,699 نسمة. 

## التحضر
حسب إحصاءات 2019، فإن عدد السكان الذين يعيشون في الريف كان 80,918 نسمة، وعدد السكان الذين يعيشون في الحضر كان 17,997 نسمة.